# Jan Mlakar
Jan Mlakar (Ljubljana, 23. listopada 1998.) slovenski je nogometaš koji igra na poziciji napadača. Trenutačno igra za Amiens.

## Klupska karijera
Počeo je u matičnom klubu Alfa, preselio se u Domžale prije nego što je 2015. prešao u Fiorentinu za milijun eura. Nakon što je bio kapetan Fiorentinine momčadi do 19 godina, profesionalno je debitirao u travnju 2017. protiv Palerma.
U siječnju 2019. Mlakar je potpisao za engleski Brighton & Hove Albion, ali je odmah posuđen nazad u  Maribor. Nakon toga je kao posuđeni igrač igrao za  Queens Park Rangers i  Wigan Athletic i ponovno Maribor.
Mlakar je u splitski Hajduk došao u srpnju 2021. godine, a u debitantskoj utakmici postigao je dva zgoditka. Nakon što je u kolovozu 2023. prešao u Pisu, u siječnju 2025. vratio se na posudbu u splitski Hajduk.

## Reprezentativna karijera
Bio je najbolji strijelac u kvalifikacijama za Europsko prvenstvo do 17 godina 2015. Za seniorsku reprezentaciju Slovenije debitirao je u lipnju 2021. protiv Sjeverne Makedonije, a nekoliko dana kasnije postigao je svoj prvi pogodak protiv Gibraltara.